# Малинівка (селище)
Малинівка (початково — Малинове) — селище Чугуївського району Харківської області. Адміністративний центр Малинівської селищної громади.
Селище відоме багатьом за оперетою та кінофільмом «Весілля в Малинівці».[джерело?]

## Географія
Селище міського типу Малинівка знаходиться за 1,5 км від лівого берега річки Сіверський Донець, вище за течією на відстані 2 км розташоване село Клугино-Башкирівка, на протилежному березі — місто Чугуїв. Через селище проходять автомобільні дороги М03 і Н26. Поруч проходить залізниця, станція Малинівка. До селища примикає лісовий масив (сосна).
Площа населеного пункту становить 773,26 гектар, територія підпорядкування селищній раді 8601,0 гектар.
Кількість населення — 7576 жителів.
Місцевість на якій розташоване селище — рівнинно-пагорбна.

## Історія
Селище засновано у 1652 році в жовтні місяці козаками-переселенцями з Лівобережної України та Дону … «а то село построено за рекою, за Северским Донцом, на Нагайской стороне, на Малиновом колодце, на броду, на татарских перелазах, на Чугуевских угодьях …» та називалась слобода Малинове. Являло собою укріплене поселення на підступах до м. Чугуєва. Основною справою поселенців було охороняти південні кордони Московії від нападників. Коли підходили вороги, козаки повинні були сигналізувати фортеці «Чугуїв» про небезпеку. 
За царською грамотою від місяця жовтня 1652 року говориться: «Прийшли на Чугуїв, на царське ім’я з Литовської сторони міста Груна черкеси – п’ять чоловік з сім’ями і просили дозволу, який і отримали оселитися в Чугуєві. Цар велів їм відвести землі для дворів та дач. В тому ж році, як говориться в грамоті, прийшли в Чугуїв з Полтави на вічне поселення черкасці «прудники» і отримали дозвіл на іншому боці Дінця напроти старого млину збудувати новий млин і залишитися на вічне помешкання, і щоб наперед той млин був їх власністю. 
Ті та другі черкеси увійшли потім у склад мешканців Малинівки. Малинівці були козаками, які несли варту і займались сільським господарством. Поселення складалося з козацького полку (12-20 сотень) – 13 сотень. Першим отаманом слободи був Михайло Налучний. 1704 року за наказом Петра І вони увійшли у склад Ізюмського полку, при цьому чугуївському начальству був наказ до них не мати ніякого відношення. 
Але при царюванні Катерини І у 1726 році малинівські козаки добилися знову приєднання до Чугуївського полку. 
За даними на 1864 рік у казеному селі Малинове Коробчанської волості Зміївського повіту мешкало 1492 осіб (1786 чоловічої статі та 1886 — жіночої), налічувалось 590 дворових господарств, існувала православна церква.
Станом на 1914 рік кількість мешканців села зросла до 6 279 осіб.

## Сьогодення
На території селища розташовані: Малинівська гімназія; загальноосвітня школа І-ІІІ ступенів № 2; дошкільний навчальний заклад; лікарняна амбулаторія загальної практики сімейної медицини; аптечний кіоск, аптека, відділення зв’язку, сільський будинок культури, селищні бібліотеки: для дорослих та дитяча, ВУЖКГ, в/ч А-2467. 
Торговельне обслуговування здійснюють 14 приватних магазинів, 4 кіоски. Працює 2 кафе, пункт переробки сільськогосподарської продукції, олійниця, 3 майстерні по виготовленню меблів. Побутове обслуговування здійснює перукарня. 
На території селища розташовані підприємства корпорація «ОЛІМП», ТОВ «Харківський лікеро-горілчаний завод – плюс», ТОВ «PRIME», ковпачковий завод ЗАТ «KGS&Co», ТОВ «Малинівський склозавод», кабельний завод, ведеться будівництво заводу «Бікорм», «Укрпапірінвест», ТММ «Енергобуд» та інші.

## Населення

### Мова
Розподіл населення за рідною мовою за даними перепису 2001 року:
| Мова            | Кількість | Відсоток |
| --------------- | --------- | -------- |
| українська      | 6328      | 81.92%   |
| російська       | 1279      | 16.56%   |
| вірменська      | 41        | 0.53%    |
| ромська         | 6         | 0.08%    |
| білоруська      | 5         | 0.06%    |
| інші/не вказали | 66        | 0.85%    |
| Усього          | 7725      | 100%     |

## Пам'ятки

Пам'ятник Попандопуло

- 3 серпня 2013 року в Малинівці під час фестивалю «Весілля в Малинівці — плюс» відкрили пам'ятник Попандопуло (скульптор — Сейфаддін Гурбанов), який встановлений біля будинку культури[5].
- Церква Архангела Михаїла.
- Ландшафтний заказник «Березовий Гай».
- Чотири ставки.
- Танковий випробувальний полігон.

## Видатні персоналії
Уродженці селища:
- Герой Радянського Союзу, льотчик Іван Іванович Шишков
- кіноактриса Валентина Іванівна Пугачова
- академік Турчинов Олександр Іванович

## Цікаві факти
- За версією В. Н. Міславського, викладеною в довіднику «Харків і кіно», виданому тиражем 1500 екз. в 2004 році, деякі натурні зйомки фільму Весілля в Малинівці, проводилися в Малинівці в Чугуївському районі; але за більш поширеної версії, це було в Малинівці, що в Глобинському районі Полтавської області [6], а сам фільм знятий в декількох селах Лубенського району Полтавської області.
- У Малинівці історично всі поперечні вулиці називаються «сотнями» за номерами козачих підрозділів військового поселення: 1-а сотня, 6-а сотня. Всього 13 сотень + 14-а цвинтар.
- У танковому симуляторі World of Tanks є карта Малинівки.